# Tanguy Turgis
Tanguy Turgis (Bourg-la-Reine, 16 mei 1998) is een voormalig Frans wielrenner die reed voor Vital Concept Cycling Club. Hij is de jongere broer van wielrenners Jimmy en Anthony Turgis.

## Carrière
In 2015 werd Turgis onder meer vijfde in La Bernaudeau Junior en negende in de juniorenversie van Parijs-Roubaix. Op het wereldkampioenschap eindigde hij op plek 23 in de wegwedstrijd voor junioren. In 2016 won Turgis La Bernaudeau Junior, de derde etappe in de Tour du Pays de Vaud en de tweede etappe in de GP Général Patton.
In juli 2017 won Turgis de Omloop Het Nieuwsblad voor beloften, door Aaron Verwilst te kloppen in een sprint-à-deux. Later die maand begon zijn stageperiode bij Cofidis, de ploeg waar zijn twee broers ook onder contract staan. Tijdens die stageperiode werd hij onder meer veertiende in Binche-Chimay-Binche.
In 2018 werd Turgis prof bij Vital Concept Cycling Club, maar stopte in 2019 al met profwielrennen door een hartafwijking die werd vastgesteld, een jaar later zou zijn oudere broer Jimmy hetzelfde verdict te horen krijgen.

## Overwinningen
2016
La Bernaudeau Junior
3e etappe Tour du Pays de Vaud
2e etappe GP Général Patton
2017
Omloop Het Nieuwsblad, Beloften

## Resultaten in voornaamste wedstrijden
| Jaar | Gent-Wevelgem | Parijs-Roubaix | Amstel Gold Race | E3 Harelbeke | Waalse Pijl |
| ---- | ------------- | -------------- | ---------------- | ------------ | ----------- |
| 2018 | 109e          | 42e            | opgave           | 63e          | opgave      |

## Ploegen
- 2017 –  Cofidis, Solutions Crédits (stagiair vanaf 28-7)
- 2018 –  Vital Concept Cycling Club

Bagot · Bonnafond · N. Bouhanni · R. Bouhanni · Chetout · Claeys · Cousin · Edet · Godon · Hofstetter · Laporte · Le Turnier · Lemoine · Maté · Navarro · Perez · Rossetto · Sénéchal · Simon · Soupe · A. Turgis · J. Turgis · Van Genechten · Van Staeyen · Vanbilsen · Venturini · Barceló (stagiair) · Lafay (stagiair) · T. Turgis (stagiair)
Bagot · Boeckmans · Coquard · Corbel · Courteille · De Backer · Ermenault · Fournier · Garel · Lammertink · Le Bon · Lecroq · Manzin · Morice · Mottier · Müller · Pacher · Reza · Turgis · Van Genechten